# Золотоніський лікеро-горілчаний завод
ТОВ «Золотоніський лікеро-горілчаний завод «Златогор» — підприємство, розташоване в місті Золотоноша Черкаської області, яке зайняте в галузі виробництва та реалізації алкогольних напоїв.

## Історія
Лікеро-горілчаний завод в повітовому місті Золотоноша Золотоніського повіту Полтавської губернії побудований у 1896 році та став першим великим підприємством міста.
З початком Першої світової війни, у липні 1914 року за Указом Миколи II була введена заборона на виготовлення і продаж спиртних напоїв, внаслідок чого становище підприємства ускладнилося.
18 січня 1918 року в Золотоноші встановлена радянська влада, проте вже 22 березня того ж року місто зайняли німецькі війська, які залишалися тут до листопада 1918 року. В подальшому місто опинилося в зоні бойових дій громадянської війни.
На початку 1920 року розпочалося відновлення підприємства.
В роки німецько-радянської війни з 19 вересня 1941 до 22 вересня 1943 місто року місто було окуповане німецькими військами. Після звільнення міста розпочалося відновлення міського господарства, і підприємство відновило роботу як горілчаний завод.
За радянських часів завод входив до числа провідних підприємств міста.
Після проголошення незалежності України завод перейшов у підпорядкування Державного комітету харчової промисловості України.
У березні 1995 року Верховна Рада України внесла завод до переліку підприємств, приватизація яких заборонена в зв'язку з їх загальнодержавним значенням.
Після створення в червні 1996 року державного концерну спиртової та лікеро-горілчаної промисловості «Укрспирт», завод був переданий у його підпорядкування.
Згодом державне підприємство було перетворено у товариство з обмеженою відповідальністю.
З 2000 року підприємство належить компанії «Петрус-Алко», яка випускає продукцію заводу під торговою маркою «Златогор».